# Libanon i olympiska vinterspelen 1984
Libanon deltog med fyra deltagare vid de olympiska vinterspelen 1984 i Sarajevo. Ingen av landets deltagare erövrade någon medalj.